# Edmund Osborne
Edmund Archibald „Sigs“ Osborne, CB, DSO (* 26. Juli 1885; † 1. Juni 1969) war ein britischer Offizier und zuletzt Generalleutnant (Lieutenant General) der British Army, der unter anderem zwischen 1938 und 1940 Kommandeur der 44th (Home Counties) Infantry Division und mit dieser als Teil der Britischen Expeditionsstreitkräfte BEF (British Expeditionary Force) an der Schlacht von Dünkirchen (26. Mai bis 5. Juni 1940) teilnahm. Er war ferner von 1940 bis 1941 Kommandierender General des II. Korps (II Corps).

## Leben
Osborne absolvierte eine Offiziersausbildung an der Royal Military Academy Woolwich und wurde nach deren Abschluss 1904 als Leutnant (Second Lieutenant) in die Royal Engineers übernommen. In den folgenden Jahren fand er zahlreiche Verwendungen als Offizier sowie Stabsoffizier und wurde für seine Verdienste im Ersten Weltkrieg im September 1914 mit dem Distinguished Service Order (DSO) ausgezeichnet sowie acht Mal im Kriegsbericht erwähnt (Mentioned in dispatches). Nach Kriegsende besuchte er das Staff College Camberley und war zu Beginn der Zwischenkriegszeit vom 1. Mai 1922 bis zum 16. Januar 1924 selbst Ausbilder am Staff College Camberley. Nachdem er zwischen dem 15. März 1924 und dem 30. März 1926 zunächst Ausbilder war, übernahm er bei gleichzeitiger Beförderung zum Oberstleutnant (Lieutenant-Colonel) vom 31. März 1926 bis zum 30. März 1930 beim Royal Corps of Signals den Posten als Kommandant der Schule der Fernmeldetruppe (School of Signals) in Catterick Garrison in North Yorkshire. Edmund „Sigs“ Osborne war zwischen dem 31. März und dem 1. Juli 1930 bei Halbsold (Half-pay) freigestellt, wurde aber dennoch am 12. April 1930 rückwirkend zum 12. Juni 1925 zum Oberst (Colonel) befördert. Er fungierte vom 1. Juli 1930 bis zum 21. Januar 1933 als Erster Generalstabsoffizier (General Staff Officer 1) der 3. Infanteriedivision (3rd Infantry Division) sowie anschließend zwischen dem 11. Januar 1934 und dem 30. September 1938 Kommandeur (Commanding Officer) der im Königreich Ägypten stationierten Kairo-Brigade (Cairo Brigade).
Osborne wurde am 17. Dezember 1937 zum Generalmajor (Major General) befördert und war zwischen dem 31. März und dem 21. April 1938 abermals bei Halbsold freigestellt. Am 21. April 1938 löste er Generalmajor John Minshull-Ford als Kommandeur der 44th (Home Counties) Infantry Division ab und verblieb auf diesem Kommando bis zum 25. Juni 1940, woraufhin Generalmajor Arthur Ernest Percival seine Nachfolge antrat. Er bekleidete zudem zwischen dem 26. August 1938 und dem 15. November 1946 das Ehrenamt als Colonel-Commandant of the Royal Signals und wurde für seine Verdienste 1939 zum Companion des Order of the Bath ernannt. Als Kommandeur der 44th (Home Counties) Infantry Division gehörte er zu den Britischen Expeditionsstreitkräften BEF (British Expeditionary Force) und nahm an der Schlacht von Dünkirchen (26. Mai bis 5. Juni 1940) teil. Im weiteren Verlauf des Zweiten Weltkrieges übernahm er am 26. Juni 1940 von Generalleutnant Bernard Montgomery den Posten als Kommandierender General des II. Korps (II Corps) und hatte diesen bis zu seiner Ablösung durch Generalleutnant Kenneth Anderson im November 1941 inne. In dieser Verwendung wurde er schließlich am 1. Oktober 1940 rückwirkend zum 14. Juli 1938 zum Generalleutnant (Lieutenant General) befördert. Am 5. Dezember 1941 schied er aus dem aktiven Militärdienst und trat in den Ruhestand.
Edmund Archibald Osborne war seit 1922 mit Vera Bannatyne († 1962), Tochter von James Fitzgerald Bannatyne, verheiratet.